# StarFlyer (luchtvaart)
StarFlyer (Japans: 株式会社スターフライヤー, Kabushiki-gaisha Sutāfuraiyā)  is een Japanse luchtvaartmaatschappij met haar thuisbasis in Fukuoka.

## Geschiedenis
StarFlyer is opgericht in 2004.

## Vloot
De vloot van Starflyer bestaat uit:(oktober 2007)
- 6 Airbus A320-200